# Cova del Tossal de la Font (Vilafamès)
El jaciment de la Cova de dalt del Tossal de la Font es troba prop del nucli urbà de la població de Vilafamés, a la comarca de la Plana Alta i a 25 km al nord de la ciutat de Castelló de la Plana al País Valencià. Es localitza a l'interior de l'àrea muntanyosa prelitoral, de clima mediterrani.
Dins del terme municipal és a 100 metres horitzontals a l'est del nucli urbà (habitatges del carrer Calvari). L'accés a la cavitat es troba restringit, tancat per una reixa en cadascuna de les seves boques.

## Història
A la dècada dels anys 80 del segle XX es van realitzar sis campanyes d'excavació (1982-1986) per part del Servei d'investigacions Arqueològiques i Prehistòriques de la Diputació de Castelló, ficant-se de manifest un important reompliment càrstic de finals del Plistocè mig i inicis del Plistocè superior (Gusi et alii, 1983, 1987). A partir del 2004 i fins al 2012, en el marc d'un conveni entre la Universitat Jaume I de Castelló, el Servei d'Investigacions Arqueològiques i Prehistòriques de la Diputació de Castelló i l'Institut Català de Paleoecologia Humana i Evolució Social (IPHES), es van reprendre els treballs en els sediments pleistocens . Els sediments compactats i carbonatats van dificultar l'extracció de les restes.

## Medi sedimentari i estratigrafia
La Cova del Tossal és una secció superior d'un sistema càrstic de més de 2km de galeries interiors procedents de materials juràssics (dolomies) i materials tous o semidurs del Buntsandstein superior i mitjà (arenes massives), és a dir, la seva carstificació ha estat mitjançant pòlies formats per barreges d'argiles vermelles, bretxes i conglomerats de ventalls al·luvials, observables al sostre de la cova. Encara que també té un origen freàtic emmascarat per processos gravitacionals. El dipòsit fossilífer se situa a la sala d'entrada actual a la cavitat, a pocs metres de la boca d'accés, i reomple una franja estreta entre la paret de la cova i un con format per grans blocs endocàrstics. El depòsit sedimentari està dividit en dos grans nivells litroestratigràfics (I i II), el que va permetre una excavació a dos nivells desenvolupats a partir d'una superfície amb gran inclinació d'estratificació.
Els nivells descrits sigueren:
- Nivell Ia: Nivell de fluxe de debris sense material arqueològic
- Nivell C&F: Cunya de blocs colmatats per arena argilosa granular. Conté fauna i indústria
- Nivell IB: nivell microestratificat de grava fina i arena argilosa cimentada en llits horitzontals. Conté fauna.
- Nivell IIa: Grup de tres cunyes amb blocs i grava i arena argilosa amb estratificació horitzontal. Conté fauna i indústria.
- Nivell IIb: Grup de tres falques amb blocs i grava i arena argilosa amb estratificació horitzontal. Conté fauna.

Ambdues semblen emmarcar-se dins un context climàtic típicament mediterrani, amb temperatures temperades i relativament humit, com ens indica la presència de conglomerats, bretxes i polijés, que és un procés comú de la zona Ibèrica. En general, sembla que la geomorfologia és originada a partir de la tectònica del Pliocè Superior, i posteriorment, va tenir la seva continuació durant el quaternari.

## Datacions
El conjunt s'estima dins el Plistocè superior.
Es disposa de dues dates datacions U/Th per a dos bretxes situades per sobre de la Unitat IIa (on es troba el registre paleontològic més abundant), la primera datació és de 61.846+-585 anys AP i la segona de 56.041+-484 anys AP. A més, existeix una tercera datació més antiga de 188.929 +- 8.900 anys BP corresponent a la part baixa d'aquesta successió, però la seva localització és problemàtica.

## Fauna
En el conjunt de restes de fauna destaca la presencia d'herbívors. Específicament corresponent a Equus hydruntinus, Cervus elaphus, cf. Stephanorhinus hemitoechus, Sus scrofa, Cervus elaphus, Capra, Chelonia i Oryctolagus cuniculus. L'espècie més freqüent en el conjunt foren els cérvols comuns. Entre els carnívors la diversitat es menor. Es varen localitzar diverses restes d'húmer distal, una patella i un navicular, tots en la unitat Ib, un metàpode de Felis sylvestris, en la unitat IIa, i un metàpode infantil d'un carnívor gran que podria correspondre a una Crocuta crocuta .
Moltes de les restes estaven senceres i a més es trobaren connexió anatòmica, principalment les parts distals de les extremitats (metàpodes i falanges). Tot i que el registre de l'activitat dels carnívors sobre el conjunt fou major que la antròpica, ambdós tipus de senyals són escasses. L'elevada freqüència de parts distals, juntament a les connexions anatòmiques i les escasses modificacions va portar a determinar que es tractava de restes parcialment esqueletonitzades a l'exterior de la cova i que entraren formant part de les colades de fangs.
L'associació fòssil de la Cova de Dalt del Tossal de la Font respon a un tipus de conjunt producte de diferents esdeveniments que poden estar relacionades a diferents causes de mort dels animals i, per tant, amb diferents històries tafonòmiques. D'aquesta manera, els fòssils presenten una història bioestratinòmica de caràcter exocàrstica i una història fossildiagénitica endocàrstica, durant la qual es va produir la cementació i bretxificació de les restes 

## Flora
L'anàlisi pol·línica indica la presència als voltants de la cova d'espècies vegetals com el pi, om, alzines, castanyers, alissos, plantes gramínies i herbàcies, en especial lotus i espadanya o gladio (bova de fulla ampla), aquestes últimes típiques de llocs humits, perquè potser la cubeta de Vilafamés fóra una zona de llacunes.

## Industria lítica
El conjunt d'indústria lítica està compost per nou artefactes; vuit de sílex, sis dels quals procedeixen de la Unitat II i dos de la Unitat I c&f. Cinc d'aquests instruments són ascles simples, i entre els altres es va localitzar una punta, una rascadora i una rascadora denticulada. A part dels instruments en sílex en les excavacions a la Cova del Dalt del Tossal de font es va recuperar un percussor de quarsita. Al contrari de la fauna, l'estat de conservació dels objectes és bo i la superfície dels mateixos no presenta modificacions postdeposicionals, sols un d'ells mostra una clara alteració per impacte tèrmic ).
Totes les restes lítiques s'emmarquen dins d'un context mosterià; aquestes no són de gran importància com a contribució a l'anàlisi del context i nivell de desenvolupament tecnològic però en canvi, sí que compten amb gran valor tafonòmic, ja que revelen un desenvolupament d'activitats humanes en la mateixa cova o, com en el cas de les restes de fauna, als voltants immediats de l'entrada .

## Homo neanderthalensis
Als sediments pleistocens de la Cova de dalt del Tossal de la Font han estat recuperades tres restes pertanyents a Homo neanderthalensis. Es tracta d'una meitat distal d'húmer esquerre amb l'epífisi distal completa (CTF1), un fragment de coxal dret amb part de la regió de l'ílium i una porció de l'acetàbul (CTF2) i el molar superior d'un individu infantil (CTF3): 
En l'húmer destaca la simetria en tota la porció conservada de la diàfisi. Les successives seccions transversals de la diàfisi (25-65 mm) presenten una forma de triangle equilàter perfecte, forma que difereix de l'húmer de la població humana actual, la qual té més extensa una de les cares laterals.
La fosa olecraiana és allargada, ovoidal i amb gran amplitud, amb un índex de valors més alt que les poblacions modernes i un valor absolut associat als neandertals. Per acabar, també es presenta un pilar medial més estret que el pilar lateral, característica pròpia de tots el gènere Homo, amb un índex inferior al dels neandertals.
L'escotadura ciàtica major del fragment de coxal, apareix més grossa, més plana i menys afilada que la dels coxals dels humans actuals, característica comuna en altres fòssils de neandertals i preneandertals.